# Santiago Vernazza
Julio Carlos Santiago Vernazza, detto Ghito (Buenos Aires, 26 agosto 1928 – Buenos Aires, 13 novembre 2017), è stato un calciatore argentino, di ruolo attaccante.

## Caratteristiche tecniche
Possedeva un tiro molto potente e preciso. La sua peculiarità era quella di stoppare il pallone con la coscia e tirare al volo. Possedeva anche senso della posizione.

## Carriera
Debutta nel calcio professionistico nel 1947 con il Club Atlético Platense, per passare poi, nel 1951, al più blasonato River Plate con cui vince quattro campionati argentini (1952, 1953, 1955, 1956) e il titolo di capocannoniere del 1956; in Argentina, in questi anni, viene considerato da giornali quali "El Gráfico" un calciatore capace di alternare prestazioni eccellenti a giornate negative.
Nel mercato di gennaio del 1957 si trasferisce in Italia, al Palermo, dove rimane per tre stagioni e mezzo, una e mezza in Serie A e due in Serie B, collezionando 115 partite con 51 gol e vincendo il titolo di capocannoniere del campionato di Serie B 1958-1959 (primo straniero a vincere la classifica marcatori del campionato cadetto). Aveva un ingaggio di 7 milioni di lire all'anno. Alla sua prima apparizione allo Stadio La Favorita venne fischiato dal pubblico, ma oggi viene considerato il più grande giocatore straniero che abbia vestito i colori rosanero e nel 2000 è stato eletto quale miglior giocatore rosanero del secolo. Storici sono la sua tripletta negli ultimi sei minuti della partita contro il Como nella stagione 1958-1959 con la squadra sotto per 1-0 e una sua punizione segnata da quasi quaranta metri contro l'Alessandria.
Dei siciliani è stato anche allenatore per un solo giorno, all'età di quasi 32 anni, il 15 maggio della Serie A 1959-1960 in Inter-Palermo (3-3): sostituisce infatti Čestmír Vycpálek, esonerato dalla guida del Palermo a poche ore dall'inizio della partita, per decisione dell'allora segretario Totò Vilardo.
In totale, con il Palermo ha segnato 54 goal in 121 partite: 62 presenze e 31 reti in Serie B, 53 presenze e 20 reti in Serie A, 5 presenze e 2 reti in Coppa Italia e 1 presenza con 1 rete in Coppa delle Alpi, qui nella gara in trasferta del 1960 vinta contro lo Zurigo, 0-2, che sarà anche la sua ultima marcatura con la squadra siciliana.
Nella stagione 1960-1961 passa al Milan per 100 milioni di lire, dove gioca 29 partite e segna 14 gol che valgono il secondo posto alla compagine rossonera alle spalle della Juventus.
Nell'estate del 1961 si trasferisce al Lanerossi Vicenza dove gioca altri due campionati (30 presenze e 3 gol in maglia biancorossa), prima di ritirarsi a 35 anni, nel 1963.

## Dopo il ritiro
Dopo il ritiro apre una segheria e un'azienda di trasporti a Buenos Aires. Ha anche una scuola calcio nella periferia di Buenos Aires, nel quartiere Aldo Bonzi.
Nell'aprile del 2009 è tornato nella città di Palermo ed è stato premiato con una maglia ufficiale prima della partita casalinga tra la squadra rosanero e il Torino, nel campionato di Serie A 2008-2009 (1-0).

## Palmarès

### Competizioni nazionali
- Campionato argentino: 4

River Plate: 1952, 1953, 1955, 1956
Campionato Sudamericano:
Argentina 1955
Capocannoniere: Primera Division 1951 (22 reti)